# کارنوال اکستسی
کارنوال اکستسی (به انگلیسی: Carnival Ecstasy) یک کشتی است که طول آن ۸۵۵ فوت (۲۶۱ متر) می‌باشد. این کشتی در سال ۱۹۹۱ ساخته شد.